# جيمي رايت
جيمي رايت هو لاعب هوكي الجليد كندي، ولد في 13 مايو 1976 في كيتشنر في كندا.

## وصلات خارجية
- جيمي رايت على موقع دوري الهوكي الوطني (الإنجليزية)
- جيمي رايت على موقع قاعة مشاهير الهوكي (لاعب أن.إتش.أل) (الإنجليزية)
- جيمي رايت على موقع EliteProspects.com (الإنجليزية)
- جيمي رايت على موقع Eurohockey.com (الإنجليزية)
- جيمي رايت على موقع HockeyDB.com (الإنجليزية)
- جيمي رايت على موقع Hockey-Reference.com (الإنجليزية)